# Maria Quitéria

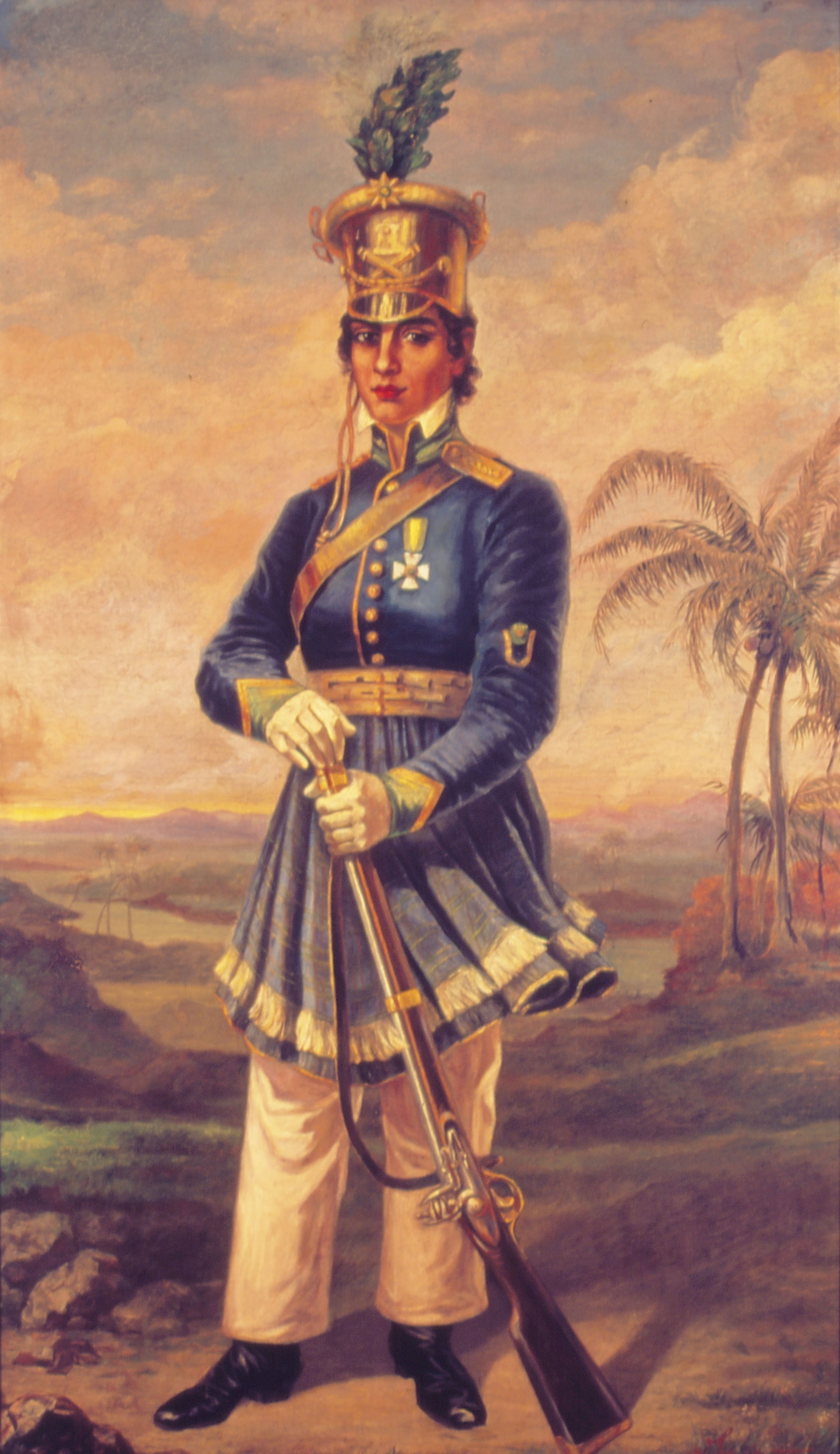
Maria Quitéria, vẽ bởi Domenico Failutti vào năm 1920.

Maria Quitéria (1792–1853) là một trung úy người Brazil và là một anh hùng dân tộc. Cô tham gia cuộc chiến tranh giành độc lập cho Brazil vào những năm 1822–23, cải trang thành nam. Cô được thăng đến chức trung úy. Cô được gọi là "Joan of Arc của Brazil".